# A Sámán király szereplőinek listája
Ez a lista Takei Hirojuki Sámán király című mangasorozatának és az abból készült animefeldolgozás szereplőit mutatja be. A sorozat Yoh Asakura (Aszakura Jó) kalandjait követi, aki sámánképességeit tökéletesítve küzd a sámánkirályi címért a világ számos más sámánjával a Sámánbajnokságon.

## Szereplők
Yoh Asakura
Szinkronhang: Szató Júko (japán), Sebastian Arcelus (angol), Baráth István (magyar)
Japán név: Aszakura Jó (麻倉 葉; Hepburn: Asakura Yō)
Yoh egy többgenerációs sámáncsalád sarja. A városba jön edzeni, itt ismeri meg első barátját, Morty-t. Morty látja a szellemeket, de először nem hisz bennük, később viszont Yoh legjobb barátjává, és segítő társává válik. Yoh védőszelleme Amidamaru, egy 600 éves szamuráj szellem. Yoh apja Asakura Mikihisa, aki versenybíró a bajnokságon. Yoh-nak van egy ikertestvére, Hao Asakura vagyis Zeke, a főgonosz. Yoh először azért akart sámánkirály lenni, hogy egész nap lustálkodhasson, de a bajnokság közben rájön, hogy minden vereség egy álom széthullásával jár.
Anna Kyouyama
Szinkronhang: Hajasibara Megumi (japán), Tara Jayne (angol), Talmács Márta (magyar)
Japán név: Kjójama Anna (恐山アンナ; Hepburn: Kyōyama Anna)
Anna Yoh edzője és menyasszonya. Ez egy gyerekkori ígéret miatt van, mert Yoh visszabeszélt egy pár szellemnek, és Anna csak azzal a feltétellel húzta ki a pácból, hogyha Yoh sámánkirály lesz, és ő lesz a felesége vagyis a sámánkirálynő. Anna nagyon kemény, és a fiúk minden parancsát szó nélkül teljesítik (ha ellenkeznek felkeni őket a falra).
Mortimer ("Morty")
Szinkronhang: Inujama Inuko (japán), Oliver Wyman (angol), Baradlay Viktor (magyar)
Japán név: Ojamada Manta (小山田まん太; Hepburn: Oyamada Manta)
Yoh legjobb barátja. Jóban-rosszban Yoh mellett áll, és a sámánbajnokságra is elkíséri a csapatot.
Zeke Asakura
Szinkronhang: Takajama Minami (japán), Sebastian Arcelus (angol), Pálmai Szabolcs (ep. 1-32), Moser Károly (ep. 33-64) (magyar)
Japán név: Aszakura Hao (麻倉 葉王; Hepburn: Asakura Hao)
Ő is egy sámán volt, aki 1000 éve részt vett a sámánbajnokságon. Célja az volt, hogy megölje az összes embert, mert azok tönkreteszik a világot, és csak a sámánokat hagyja életben. 500 évente reinkarnálódik, 500 éve Silva egyik ősében. Most Yoh ikertestvéreként született újjá. Erősebbé akarja tenni Yoh-t és azt akarja, hogy Yoh mondjon le a barátairól és álljon az ő oldalára. Védőszelleme a Spirit of Fire, egy hatalmas és erős tűzszellem.
Rio
Szinkronhang: Tanaka Maszahiko (japán), Sean Schemmel (angol), Csík Csaba Krisztián (magyar)
Japán név: Umemija Rjúnoszuke (梅宮 竜之介; Hepburn: Umemiya Ryūnosuke)
Ő a Dead Enders vezére. Először ő is utálta Yoh-t, de végül mégis barátokká váltak, és ő is sámán lett. A mestere Yoh apja volt. Védőszelleme Tokageroh.
Len Tao ("Leny")
Szinkronhang: Paku Romi (japán), Andrew Rannells (angol), Szalay Csongor (magyar)
Japán név: Tao Ren (道 蓮; Hepburn: Tao Ren)
Len, Jun Tao öccse. Ő is egy régi sámáncsaládból származik. A védőszelleme Bason. Először meg akarta ölni Yoh-t, mert a nagybátyja arra tanította, hogy ne bízzon senkiben és, hogy a gyűlölet teszi őt még erősebbé. Len miután megismerte Yoh-t megváltozott, és most már a saját útját járja. Csatlakozott Yoh-hoz és a sámánbajnokságon együtt küzdenek Zeke ellen.
Trey / HoroHoro
Szinkronhang: Ueda Júdzsi (japán), Michael Sinterniklaas (angol), Stukovszky Tamás (magyar)
Japán név: Uszui Horokeu (碓氷ホロケウ; Hepburn: Usui Horokeu), beceneve: Horohoro (ホロホロ)
Ő is Yoh-ék barátja. Yoh az első küzdelmében legyőzte őt, de barátságuk ezzel megerősödött. Ő azért küzd, hogy megmentse a kihalástól a minikéket, akik a mocsárban a levelek alatt élnek és a kihalás szélén állnak.
Faust VIII
Szinkronhang: Kojaszu Takehito (japán), Sam Riegel (angol), Pálmai Szabolcs, Juhász György (magyar)
Japán név: Fauszuto Hasszei (ファウストVIII世; Hepburn: Fausuto Hassei)
Faust VIII a nyolcadik generációs leszármazottja a legendás Doktor Faustusnak. Egy nekromanta, aki médiumként halott felesége csontvázát használja.
Lyserg Diethel
Szinkronhang: Szoumi Jóko (japán), Erica Schroeder (angol), Hamvas Dániel (ep. 1-32), Előd Botond (ep. 33-64) (magyar)
Japán név: Lyserg Diethel (リゼルグ・ダイゼル; Hepburn: Rizerugu Daizeru)
Lyserg azért küzdd, hogy megölje Zeke-et, mert ő megölte a szüleit. Yoh barátjává válik, de aztán beáll a Kívülállók csapatába, akik mindenkit képesek lennének megölni, akik az útjukba kerülnek és fő céljuk elpusztítani Zeke-et (tehát semmivel sem jobbak, mint Zeke). Lyserg kezd ráébredni, hogy a Kívülállók nem is olyan jó emberek.
Jun Tao
Szinkronhang: Neja Micsiko (japán), Lisa Ortiz (angol), Tamási Nikolett (magyar)
Japán név: Tao Dzsun (道 潤; Hepburn: Tao Jun)
Len nővére, védőszelleme Lee Pai-Long. Ő is megküzdött Yoh-val, de aztán ő is jó útra tért, és Lee Pai-Long-t már nem alárendeli, hanem barátjaként kezeli.
Tamara ("Tammy")
Szinkronhang: Mizuki Nana (japán), Veronica Taylor (angol), Mánya Zsófia (magyar)
Japán név: Tamamura Tamao (玉村たまお; Hepburn: Tamamura Tamao)
Tamara Yoh és Anna falujából származik, és a mestere Yoh nagyapja. Tamara teljesen belezúgott Yoh-ba, elég könnyen befolyásolható. Védőszellemei Konchi és Ponchi.
Silva
Szinkronhang: Midorikava Hikaru (japán), Dan Green (angol), Megyeri János (magyar)
Japán név: Silva (シルバ; Hepburn: Shiruba)
A sámán harc egyik bírája. Nagyon szereti a szappanoperákat. Bántja, hogy Zeke az ő egyik ősében reinkarnálódott és Yoh oldalán áll.